# A Christmas Prince
A Christmas Prince ist eine US-amerikanische Liebeskomödie von Alex Zamm aus dem Jahr 2017. Der Film wurde am 17. November 2017 weltweit auf Netflix veröffentlicht. 2018 folgte die Fortsetzung mit A Christmas Prince: The Royal Wedding. 2019 erschien eine weitere Fortsetzung, A Christmas Prince: The Royal Baby.

## Handlung
Kurz vor Weihnachten wird die junge US-amerikanische Journalistin Amber Moore, die als freie Lektorin bei einer Zeitschrift arbeitet, in das Land Aldovien geschickt, um über eine Pressekonferenz von Prinz Richard zu berichten, der nach dem kürzlichen Tod seines Vaters den Thron besteigen soll. Richard wurde in der Presse als verantwortungsloser Playboy dargestellt, und es wird auch gemunkelt, dass er plant, die Thronfolge nicht anzutreten. Amber hofft, dass ihre Arbeit in Aldovien zu einem Durchbruch für sie führen wird, und sie geht zur Pressekonferenz in den Palast der königlichen Familie, aber der Prinz erscheint nicht. Anstatt das Pressepaket zu nehmen und mit den anderen Journalisten unverrichteter Dinge abzufahren, beschließt Amber, sich im Palast umzuschauen und wird dabei für die neue amerikanische Tutorin der jungen Prinzessin Emily, Martha Anderson, gehalten. Amber, um nicht als Pressevertreterin entdeckt zu werden, schlüpft in diese Rolle, vor allem aber, um die Gerüchte über den Thronverzicht zu untersuchen.
Emily, die an Spina bifida leidet, versucht Amber, wie alle Lehrerinnen vor ihr, zum Aufhören zu bewegen, schließt sie aber in ihr Herz, weil Amber sie wie eine normale Schülerin und nicht wie eine Behinderte behandelt. Als Emilys Tutorin trifft Amber die königliche Familie, einschließlich Richard, von dem ihr klar wird, dass es sich um den Mann handelt, den sie zuvor am aldovianischen Flughafen beschimpft hat, nachdem er das Taxi weggeschnappt hatte, in das sie gerade einsteigen wollte. Amber wird von Richard, der Emilys Bruder ist, angezogen, nachdem sie erfahren hat, dass er entgegen den Gerüchten ein mitfühlender und verantwortungsbewusster Mann sei, obwohl er tatsächlich nicht bereit ist, den Thron zu besteigen. Während dieser Zeit erfährt Amber von Emily, dass Richards intriganter und eifersüchtiger Cousin Simon als nächster in der Thronfolge den Thron besteigen würde, den dieser sich sehr wünscht. Amber trifft auch auf Richards schöne Ex-Freundin Sophia, von der Richard vermutet, dass sie nur wegen seines zukünftigen Titels an ihm interessiert war.
Emily erfährt zwar die Wahrheit über Ambers Identität, erklärt sich jedoch bereit, sie geheim zu halten, solange Amber eine Geschichte schreibt, die Prinz Richard als den guten Mann zeigt, der er ist. Auf der Suche nach ihrer Geschichte folgt Amber Richard zu Pferd durch den Wald, aber ihr Pferd wirft sie ab. Sie wird fast von einem Wolf angegriffen, wird aber vom Prinzen gerettet. Er bringt Amber in die alte Jagdhütte seines Vaters, wo er verrät, dass sie, nachdem er seinem Vater gesagt hatte, er würde auf den Thron verzichten, einen Streit hatten und dass der König bald darauf starb. Richard zeigt Amber dann ein mysteriöses Gedicht, das von seinem Vater geschrieben wurde, und die beiden küssen sich fast, werden aber durch das Geräusch wiehernder Pferde unterbrochen. Während Richard die Hütte verlassen hat, um nach den Tieren zu sehen, durchsucht Amber den Schreibtisch des verstorbenen Königs und entdeckt ein Geheimfach mit Dokumenten, aus denen hervorgeht, dass der Prinz heimlich adoptiert wurde. Sie versteckt die Dokumente und bringt sie mit in den Palast.
Amber zögert, die Wahrheit zu enthüllen, da dies Richard zutiefst verletzen würde, beschließt jedoch, es ihm während eines Spaziergangs zu sagen. Richard unterbricht ihr Geständnis mit einem Kuss und Amber merkt, dass sie in ihn verliebt ist. Gleichzeitig durchsuchen Sophia und Simon Ambers Zimmer und entdecken sowohl ihre wahre Identität als auch Richards Adoptionsurkunde. Beim Heiligabendball, als Richard sich auf die Krönung vorbereitet, enthüllt Sophia seine Adoptionsbescheinigung und Ambers wahre Identität. Simon behauptet, ihm stünde der Thron als Nächstes zu, während Richard davonstürmt und auch die Entschuldigung einer reuigen Amber zurückweist. Daraufhin verlässt sie den Palast unter Tränen. Später enthüllt die Königin Richard gegenüber, dass sie ihn adoptiert hat, nachdem ihr gesagt wurde, dass sie keine Kinder haben könne, und dass sie es bedauert habe, es ihm nicht früher erzählt zu haben, und dass sie und der König ihn als ihren wahren Sohn betrachteten. Richard vergibt seiner Mutter und verspricht, Simon nicht so leicht den Thron gewinnen zu lassen.
Simon heiratet Sophia, erfährt jedoch, dass er nicht gekrönt werden kann, bis die Königin zur Verfügung steht, um die Zeremonie zu leiten. In der Zwischenzeit vermutet Amber, dass sie beweisen kann, dass Richard der rechtmäßige König ist, basierend auf Hinweisen aus dem Gedicht seines Vaters. Sie kommt zurück in den Palast und findet in einer Weihnachtsverzierung eine geheime Proklamation des verstorbenen Königs, die Richard zum rechtmäßigen Erben erklärt. Amber bringt das Dokument in den offiziellen Saal, in dem Simon gekrönt werden soll, und kommt so rechtzeitig damit an, dass Richard statt Simon gekrönt wird. Nach der Zeremonie verlässt sie leise Aldovia.
Zu Hause weigert sich die Zeitschrift, Ambers Geschichte über Richard zu veröffentlichen, und bezeichnet diese als „gefallsüchtig“. Wütend verlässt sie die Redaktion und beschließt, stattdessen über den wahren Richard zu bloggen. Ihr Blog wird schnell populär und erlangt schließlich die Aufmerksamkeit von Richard selbst. Amber verbringt Silvester im New Yorker Restaurant ihres Vaters, als Richard sie überrascht. Er sagt Amber, dass er wirklich in sie verliebt ist und macht ihr einen Heiratsantrag, den Amber überrascht und überglücklich annimmt.

## Synchronisation
Die Synchronisation des Films übernahm die TV+Synchron in Berlin. Das Dialogbuch schrieb Fabian Kluckert, der auch für die Dialogregie verantwortlich war.
| Rolle                  | Schauspieler         | Deutscher Sprecher |
| ---------------------- | -------------------- | ------------------ |
| Amber                  | Rose McIver          | Lina Rabea Mohr    |
| Prinz Richard          | Ben Lamb             | Ricardo Richter    |
| Mrs. Averill           | Sarah Douglas        | Denise Gorzelanny  |
| Rudy                   | Daniel Fathers       | Joachim Kaps       |
| Königin Helena         | Alice Krige          | Isabella Grothe    |
| Melissa                | Tahirah Sharif       | Olivia Büschken    |
| Simon                  | Theo Devaney         | Arne Stephan       |
| Lady Sophia            | Emma Louise Saunders | Tanja Schmitz      |
| Premierminister Denzil | Tom Knight           | Werner Böhnke      |
| Prinzessin Emily       | Honor Kneafsey       | Nurija Böll        |

## Fortsetzungen
2018 veröffentlichte Netflix die Fortsetzung A Christmas Prince: The Royal Wedding. Der dritte Teil A Christmas Prince: The Royal Baby wurde am 5. Dezember 2019 veröffentlicht.